# Shigeko Yuki
Shigeko Yuki (japonès: 由起 しげ子, Yuki Shigeko; Sakai, 2 de desembre de 1900 - 30 de desembre de 1969) era una escriptora japonesa.
La seva mare va morir quan Shigeko tenia deu anys. El 1919, es va matricular a una escola femenina de Kōbe per a estudiar música, però la seva família es va oposar. El 1924 es va casar amb el pintor Usaburo Ihara (伊 原 宇 三郎, 1894-1976). Del 1925 al 1929, va viure a França, on va estudiar composició i piano.
Després de divorciar-se d'Ihara el 1945, va començar a escriure contes infantils per motius financers. El redactor en cap de la publicació Sakuhin (作品) la va animar a escriure novel·les. Amb la seva segona novel·la, Hon no Hanashi, va guanyar el premi Akutagawa el 1949. La seva novel·la Jochūkko(1951) la va portar al cinema Tomotaka Tasakas (田坂 具隆, 1955).
Va morir d'enverinament sanguini associat a una diabetis mellitus.

## Obra (sel.)
- Yagurumasō, 1947
- Hon no hanashi (本の話)
- Kokubetsu, 1951
- Yubiwa no Hanashi, 1951
- Jochūkko (女中ッ子), 1951
- Fuyu no Ki, 1953
- Hyōhakku, 1954
- Akasaka no Kyōdai (赤坂の姉妹), 1960
- Keiyaku Kekkon (契約結婚), 1961
- Yasashii Otto (やさしい良人), 1963